# Ларсен, Арне (лыжник)
А́рне Ла́рсен (норв. Arne Larsen, 7 июля 1909 — 29 мая 1981) — норвежский лыжник и легкоатлет, призёр чемпионата мира в лыжных гонках и призёр чемпионатов Норвегии по лёгкой атлетике.

## Карьера
На чемпионате мира 1938 года в команде вместе с Олавом Экерном, Рагнаром Рингстадом и Ларсом Бергендалем завоевал серебряную медаль в эстафете, кроме того занял 85-е место в гонке на 18 км.
Других значимых достижений в лыжных гонках на международном уровне не имел, в Олимпийских играх никогда не участвовал.
Кроме лыжных гонок занимался лёгкой атлетикой, был призёром чемпионатов Норвегии в беге на 5 000 метров, 10 000 метров и кроссе.